# ホセ・マリア・サラガ
ホセ・マリア・サラガ・マルティン(José María Zárraga Martín、1930年8月15日 - 2012年4月3日）は、スペイン・バスク州ゲチョ出身のサッカー選手。現役時代のポジションはMF。

## 経歴
1930年にバスク地方のビスカヤ県ゲチョのラス・アレナス地区で生まれた。1948年にアレナス・クルブ・デ・ゲチョへ入団。1949年にプルス・ウルトラへ移籍し、1951年にレアル・マドリードでデビューした。そこでは200を超えるリーグ戦に出場するとともに、1955年から始まったUEFAチャンピオンズカップを5連覇するなど黄金期を中盤から支えた。しかし、1961年からは出場機会を失い、1962年に引退した。
スペイン代表では8試合に出場した。
引退後は指導者として、1960年代にマラガCFのリザーブチームであるCDマラガやレアル・ムルシアの指揮を執っていたことがある。
2012年4月3日、死去。81歳没。

## 所属クラブ
- 1948-1949  アレナス・クルブ・デ・ゲチョ
- 1949-1951  プルス・ウルトラ
- 1951-1962  レアル・マドリード